# Penn’a Du
Penn’a Du ist ein deutscher Filmessay des Filmemachers Georg Brintrup aus dem Jahr 1982. Der Titel bezeichnet eine in den USA übliche Abkürzung für Pennsylvania Dutch (auch Pennsilfaanisch Deitsch genannt).

## Handlung
Der Film hat eine vom Aussterben bedrohte Sprache zum Thema, das Pennsylvania Dutch. Der Autor und Regisseur des Films inszeniert „Gespräche“ mit fünf Pennsylvania-Deutschen:
1. Zunächst erzählte ein Hochschullehrer, William T. Parson, von der Ankunft der ersten Deutschen in Pennsylvanien im Jahr 1683. Sie folgten einem Aufruf des Engländers William Penn, der in Nordamerika das Modell für eine neue Siedlung entwickelte, Pennsylvania. Er nannte es, sein “Heiliges Experiment”, ein Regierungssystem, das auf Brüderlichkeit und persönlicher Freiheit aller Einwohner beruhte. Der Bundesstaat wurde zu einer Zufluchtsstätte für Angehörige religiöser Minderheiten, die in Europa verfolgt oder diskriminiert wurden. Die Einwanderer brachten ihre Sprache mit und behielten sie bei, eine Mischung aus Bibelhochdeutsch und mittelfränkischen, schwäbischen und alemannischen Dialekten. Schon bald eröffneten sie eine deutschsprachige Druckerei. Es gab Zeitungen und Bücher, sogar eine Bibel in deutscher Sprache (Sauer-Bibel) wurde gedruckt, lange bevor die erste englischsprachige Bibel in den USA erschien.
2. Ein Mitglied der Mennonitischen Brüdergemeinde (Mennonite Brethren), Isaac Clarence Kulp, gab einen Überblick über die verschiedenen Religionsgemeinschaften und Sekten, die aus deutschen Gebieten nach Pennsylvanien kamen. Er unterscheidet dabei zwischen den “gay dutch” und den “plain dutch”. Anders als letztere leben die gay dutch sozusagen “in der Welt” und lehnen die Ideale der amerikanischen Gesellschaft nicht ab. Allen ist gemein, dass sie großen Wert auf Bildung legen. Sie errichteten von Anfang an Schulhäuser.
3. Richard Druckenbrod, ein Pastor der United Church of Christ, zeichnete die Entwicklung der Sprache auf, die sich seit 300 Jahren im ständigen Kampf mit dem Englischen befindet, aber noch heute täglich von 300.000 Menschen gesprochen und von weiteren 400.000 verstanden wird. Er gibt einen Einblick in ihre Eigenheiten: Nicht nur die Worte, sondern selbst die Syntax des Pennsylvania Dutch wurde vom Englischen, der dominierenden Sprache Amerikas, beeinflusst. Die verschiedenen Dialekte haben sich untereinander angeglichen und sind zu einem ziemlich homogenen Pennsylvania Deitsch geworden. So wurden sie nicht nur konserviert, sondern auch weiterentwickelt.
4. Ein Sprachwissenschaftler und pennsylvanisch deutscher Autor, Earl C. Haag, erklärt, dass man in den Vereinigten Staaten ein anderes Verhältnis zur Geschichte habe, als in Europa. Die Gegenwart sei viel stärker in Amerika. Das habe auch die pennsylvanisch-deutsche Sprache und ihre Literatur beeinflusst. Beispiele der pennsylvanisch-deutschen Dichtung werden vom Schriftsteller Paul Wieand vorgetragen. Während die Sprache vom Ursprung her deutsch ist, so ist ihre Literatur vom Gefühl, vom Gedanken und von der Form her amerikanisch.  Bis zur Einführung des Englischen als Unterrichtssprache im Jahr 1911, wurde in den Schulen deutsch unterrichtet.
5. Der Amische Schullehrer Robert Mays erklärt, dass er per Gesetz verpflichtet sei, den Unterricht in der One-Room-School in englischer Sprache abzuhalten, dass er dabei aber weiterhin Deutsch wie eine Fremdsprache unterrichte. Schreiben und Lesen lernen die Kinder in der alten Frakturschrift, in der auch die Bibel gedruckt ist. Die amischen Kinder sprechen und hören in ihren Familien nur Pennsylvania Dutch. Sie verlassen die Schule nach der Schulpflicht an ihrem 15. Geburtstag; denn an eine höhere Ausbildung glauben die Amischen nicht. Robert Mays gibt einen Einblick in die Lebensgesinnung der Amischen, die allein auf dem Prinzip der Einfachheit des Geistes beruht. Diese Gesinnung müssen sie ständig gegen eine “unnötig komplizierte” Welt verteidigen.

Am Ende des Films führt der Schullehrer den Regisseur in ein Museum, wo Touristen die Lebensweise der amischen Sekte anhand von Wachsfiguren kennenlernen können. Er sagt: “Auch wenn man uns im Wachsmuseum ausstellt, heißt das noch lange nicht, dass es uns nicht mehr gibt.” In den letzten zwanzig Jahren habe sich die amische Bevölkerung im Lancaster County mehr als verdoppelt.

## Hintergrund
Der Film wurde in zwei Sprachen im Originalton gedreht, Deutsch und Englisch. Es war 1981 das erste Mal, dass ein amischer Schullehrer vor eine Filmkamera trat. Nach der Ordnung der Sekte ist das strengstens verboten, es sei denn, der Betreffende lässt das Fotografieren stillschweigend zu. Das öffentliche Auftreten eines Individuums wird als „Posieren“ bezeichnet und strikt abgelehnt.
Die Premiere des Films in den USA wurde in den Zeitungen auch im Pennsylvania Deitsch angekündigt:

„IN DER SCHPIGGEL GUCKE - Wann mer arriyets hiegeh will as abaddich ebbes iss, zieht mer die gude Gleeder aa, unn schdellt sich ver em Schpiggel fer sehe ass alles im Blats iss. Was seht mer? Mer sehnt was mer meent ass mer sehne dutt. Oftmols dutt der Pit ebbes aa ass er meent ass in Addning waer, awwer die Fraa meent annerschders. Es Hemm sett en anneri Farreb sei; der Schlupp basst net zum Rock; odder ebbes schunscht. So iss net alles wie mer sich selwert’s vorschdellt, awwer aa wie annere um eem rum uns bedrachde.

So waar’s do im Friehyaahr wu der Georg Brintrup unn sei Leit aus Rom do warre fer en Film zu drehe fer’s “Fernseh” driwwe in Deitschland. Viele vun uns do in daere Gegend henn mitgeholfe unn warre aa scheins im Film sei. Der Filmmacher guckt die Sache woll annerschder aa ass wie mir selwert uns aa-gucke. (...)

Du bischt hazzlichscht eigelade fer kumme unn em Georg sei Filme zu sehe (er hot der Film alle beed in Englisch unn in Hoch-Deitsch gemacht) Die Filme warre am kummende Sunndaagowed am 6. November gerollt an der St. John’s United Church of Christ in Mickleys an 7 Uhr oweds. Es sinn blendi Blets fer die Maschine aa. Mir henn aa dann die Gelegeheit die Filme zu iwwerschwetze.Es watt en freigewwiches Upfer eigsammelt fer die Umkoschde zu bezaahle. Kannscht aa vielleicht Kuche odder so ebbes mitbringe fer sehne wie annere uns sehne!“

## Verbreitung
Die Erstausstrahlung von “Penn’a Du” fand am 1. Oktober 1982 im WDR statt. Die amerikanische Premiere der deutschen als auch der englischen Fassung war am 6. November 1982 im Wismer Auditorium am Ursinus College  in Collegeville, Pennsylvania. Weitere Fernsehausstrahlungen folgten in deutschen Fernsehsendern bis zum Jahr 1983. In den USA wurde die englische Fassung von unabhängigen, lokalen Fernsehsendern, wie der WFMZ, im Südosten Pennsylvanias ausgestrahlt.

## Kritiken
„Der Film ist ein inszenierter Dokumentarfilm. Alle Gespräche sind über Wochen mit den Pennsylvania Deutschen und den Amischen erarbeitet worden. Dadurch kommt der deutsche Regisseur/Produzent/Autor der Wirklichkeit näher. Das Bild, das auf diese Weise entsteht, ist sozusagen von dieser Minderheit selbst gestaltet. Faszinierend ist es zu sehen, wie ein amischer Schullehrer sich selbst und seine Gruppe Andersdenkender reflektiert. Das hat man hier nie in einem Film gesehen.“